# Gowdanahalli, Sidlaghatta
Gowdanahalli là một làng thuộc tehsil Sidlaghatta, huyện Kolar, bang Karnataka, Ấn Độ.